# مدیکال فیزیکس
مدیکال فیزیکس (به انگلیسی: Medical Physics) یکی از ژورنال‌های تخصصی فیزیک پزشکی است. ناشر این ژورنال انجمن فیزیک پزشکی آمریکا است.